# Секрет, Антон Геннадьевич
Анто́н Генна́дьевич Секре́т (23 января 1992, Брюховецкая, Краснодарский край) — российский футболист, нападающий.

## Карьера

### Клубная
Профессиональную карьеру начал в команде «Краснодар-2000». В её составе дебютировал в 17-летнем возрасте, 30 апреля 2009 года в матче с «Жемчужиной-Сочи» (0:0). В феврале 2011 года «Краснодар-2000» был расформирован, и Антон стал свободным агентом. Но в этом статусе пребывал недолго: в марте заключил контракт с командой, представляющей российскую Премьер-Лигу — краснодарской «Кубанью». 31 марта 2012 года состоялся дебют Антона в Премьер-Лиге. В этот день краснодарцы на своём стадионе принимали московский ЦСКА. Футболист вышел на поле на 75-й минуте встречи, заменив Георге Букура, а на 88-й минуте забил гол, которым сравнял счёт. 27 августа стало известно, что Антон перешёл на правах аренды в астраханский «Волгарь», за который выступал до конца ноября, проведя за это время 8 матчей в ФНЛ и 1 в Кубке России. 22 ноября стало известно, что Секрет вернулся в «Кубань».
25 марта 2013 было сообщено, что Секрет перешёл на правах аренды в жодинский клуб «Торпедо-БелАЗ», в составе которого дебютировал уже 30 марта в матче 1-го тура чемпионата против «Минска».
Учился в Кубанском государственном университете физической культуры, спорта и туризма.

### В сборной
В 2010 году привлекался в юношескую сборную России (до 19 лет).